# Maximilian Entrup
Maximilian Entrup (ur. 25 lipca 1997) – austriacki piłkarz, występujący na pozycji napastnika w austriackim klubie TSV Hartberg oraz w reprezentacji Austrii.

## Statystyki

### Klubowe
Na podstawie:
| Klub             | Sezonów | Liga         | Liga  | Liga   | Puchar krajowy | Puchar krajowy | Kontynentalne | Kontynentalne | Suma  | Suma   |
| Klub             | Sezonów | Liga         | Mecze | Bramki | Mecze          | Bramki         | Mecze         | Bramki        | Mecze | Bramki |
| ---------------- | ------- | ------------ | ----- | ------ | -------------- | -------------- | ------------- | ------------- | ----- | ------ |
| Floridsdorfer AC | 1       | 2. Liga      | 18    | 3      | 0              | 0              | –             | –             | 18    | 3      |
| Rapid Wiedeń     | 1       | Bundesliga   | 2     | 0      | 0              | 0              | 1             | 0             | 3     | 0      |
| SKN St. Pölten   | 1       | Bundesliga   | 7     | 0      | 0              | 0              | –             | –             | 7     | 0      |
| SV Lafnitz       | 2       | 2. Liga      | 29    | 5      | 1              | 0              | –             | –             | 30    | 5      |
| FCM Traiskirchen | 2       | Regionalliga | 15    | 8      | 1              | 0              | –             | –             | 16    | 8      |
| SC Mannsdorf     | 2       | Regionalliga | 37    | 31     | 1              | 0              | –             | –             | 38    | 31     |
| TSV Hartberg     | 1       | Bundesliga   | 12    | 8      | 2              | 3              | –             | –             | 14    | 11     |
|                  | Łącznie | Łącznie      | 120   | 55     | 5              | 4              | 1             | 0             | 126   | 59     |

### Reprezentacyjne
Na podstawie:
| Mecze i gole w reprezentacji | Mecze i gole w reprezentacji | Mecze i gole w reprezentacji | Mecze i gole w reprezentacji | Mecze i gole w reprezentacji | Mecze i gole w reprezentacji | Mecze i gole w reprezentacji | Mecze i gole w reprezentacji | Mecze i gole w reprezentacji |
| Lp.                          | Data                         | Miasto                       | Przeciwnik                   | Wynik                        | Czas                         | Gole                         | Inne                         | Rozgrywki                    |
| ---------------------------- | ---------------------------- | ---------------------------- | ---------------------------- | ---------------------------- | ---------------------------- | ---------------------------- | ---------------------------- | ---------------------------- |
| 1.                           | 21.11.2023                   | Wiedeń                       | Niemcy                       | 2:0 (1:0)                    | 89'–90'                      |                              |                              | mecz towarzyski              |

## Sukcesy
Na podstawie:

### Klubowe
Brak ważniejszych osiągnięć.